# Байрамгулова, Ниля Ильясовна
Байрамгулова, Ниля Ильясовна (род. 21 февраля 1948 года) — певица, Народная артистка Республики Башкортостан (1997).

## Биография
Байрамгулова Ниля Ильясовна родилась 21 февраля 1948 года в деревне Новобайрамгулово Учалинского района БАССР.
В 1976 году окончила УГИИ (класс Р. Д. Земчуриной).
С 1969 года работала в Хоровой капелле РБ, с 2003 года — администратор Башкирской государственной филармонии имени Хусаина Ахметова.

## Вокальные партии
«Дим буйында» («На берегу Дёмы») К. Ю. Рахимова на стихи М.Сюндюкле, «Башҡортостан» («Башкортостан») А. Х. Габдрахманова на стихи А.Ахмет-Хужи, баш. нар. песни «Туман», «Эльмалек» и др.

## Награды и звания
- Народная артистка Республики Башкортостан (1997).
- Заслуженная артистка Башкирской АССР (1975).